# Tylko z tobą (serial telewizyjny)
Tylko z tobą (tur. Asla Vazgeçmem) – turecki serial telewizyjny, produkowany w latach 2014–2016 dla kanału Show TV. W rolach głównych występują Tolgahan Sayışman oraz Amine Gülşe.
W Polsce serial emitowany od 26 lutego 2016 do 14 marca 2017 przez TVP2.

## Fabuła
Opowiada perypetie miłosne i przeżycia młodego i bogatego biznesmena ze Stambułu – Yiğit Kozan. Główny bohater ma pieniądze, ogromny dom i odnosi sukcesy zawodowe, ale też nigdy nie wierzył w prawdziwą miłość. Poślubia córkę swojej ciotki, İclal, której nie kocha. Yiğit poświęca swoją uwagę synowi – Mertowi i pracy. Z czasem ma dość układu, w którym się znalazł, i żąda rozwodu, ale İclal nie pozwala odejść mężowi. W następstwie sprzeczki w samochodzie dochodzi do wypadku, po którym İclal zapada w 3-letnią śpiączkę. Lekarze nie dają nadziei na przebudzenie İclal, dlatego Yiğit mówi synowi, że jego matka nie żyje.
Wówczas pojawia się młoda, piękna i niewinna Nur, której ciotka jest gosposią w domu Yiğita i jej jedyną żyjącą krewną po śmierci ojca. Nur i Yiğit zakochują się niemal od pierwszego wejrzenia. Jednak Yiğit ukrywa przed Nur swój związek małżeński i fakt, że jego żona od trzech lat jest w śpiączce. Nur nieświadoma sytuacji zgadza się wyjść za Yiğita. Dopiero kiedy w noc poślubną İclal się budzi, zaczyna się właściwa historia.

## Obsada
- Tolgahan Sayışman – Yiğit Kozan
- Amine Gülşe – Nur Demirağ
- Şafak Pekdemir – İclal Kozan
- Ayşegül Günay – Aytül Kozan
- Poyraz Bayramoğlu – Mert Kozan
- Tugay Mercan – Cahit Kozan
- Yonca Cevher – Nazan Kozan
- Ümit Yesin – Tayyar Çelebi
- Hülya Gülşen Irmak – Hafize Çelebi
- Yağızkan Dikmen – Emin Çelebi
- Tuğçe Kumral – Elmas Çelebi
- Hakan Dinçkol – Fırat Kozan
- Eren Hacısalihoğlu – Sinan Demirer
- Ege Kökenli – Yaren Kozan
- Gözde Mutluer – Yağmur Kozan
- Sencan Güleryüz – Kerem Sancaktar
- Taner Rumeli – Fatih Selimer
- Zeynep Köse – Fikret Selimer

## Spis serii
| Seria | Liczba odcinków | Liczba odcinków | Premierowa emisja   | Premierowa emisja   | Premierowa emisja | Premierowa emisja | Zakres odcinków | Zakres odcinków |
| Seria | Oryginalnie     | Polska          | Rozpoczęcie         | Zakończenie         | Rozpoczęcie       | Zakończenie       | Oryginalnie     | Polska          |
| ----- | --------------- | --------------- | ------------------- | ------------------- | ----------------- | ----------------- | --------------- | --------------- |
| 1     | 18              | 47              | 12 lutego 2015      | 11 czerwca 2015     | 26 lutego 2016    | 6 maja 2016       | 1–18            | 1–47            |
| 2     | 38              | 110             | 1 października 2015 | 23 czerwca 2016     | 9 maja 2016       | 1 marca 2017      | 19–56           | 48–157          |
| 3     | 3               | 9               | 22 września 2016    | 6 października 2016 | 2 marca 2017      | 14 marca 2017     | 57–59           | 158–166         |

## Emisja w Polsce
Serial emitowany od 26 lutego 2016 do 14 marca 2017 w TVP2. Tekst w języku polskim opracowała Danuta Dowjat, na podstawie tłumaczeń Agaty Aidin, Weroniki Drzewieckiej, Władysława Chilmona, Agnieszki Zastawnej-Templin, Jacka Jarmoszko oraz Piotra Bezy. Lektorem serialu był Paweł Straszewski.